# Бенано (Терни)
Бенано је насеље у Италији у округу Терни, региону Умбрија.
Према процени из 2011. у насељу је живело 54 становника. Насеље се налази на надморској висини од 507 м.